# Claude-Philippe-Armand Chaillet
Claude-Philippe-Armand Chaillet, francoski general, * 1893, † 1955.